# 板橋興宗
 板橋 興宗 （いたばし こうしゅう、1927年(昭和2年)5月20日 - 2020年(令和2年)7月5日）は、日本の曹洞宗の僧侶。大本山總持寺貫首（獨住第二十三世、閑月即眞禅師、雲海興宗大和尚）、曹洞宗管長。總持寺祖院住職。大乗寺七十世。瑞洞院二十六世。御誕生寺三世中興。宮城県多賀城市出身。

## 略歴
1927年（昭和2年）、宮城県多賀城市の農家の長男に生まれる。海軍による買い上げに遭い、塩竈市に移住。旧制仙台第一中学校を経て1944年（昭和19年）に海軍兵学校76期舞鶴分校機関科に入校。敗戦後、栄養失調により肋膜炎で入院。退院後、仙台工業専門学校に入るも退学し、1949年（昭和24年）に新制東北大学文学部宗教学科に第1期生として進学、石津照璽に師事。

### 出家後
在学中に同級生の片野達郎（後に、同大名誉教授）の勧めで仙台市の輪王寺に下宿した縁で、卒業直後の1953年（昭和28年）に渡辺玄宗禅師に師事して出家し、總持寺で修行する。後に浜松の井上義衍に参学するも、師に呼び戻されて再び總持寺祖院に移った渡辺玄宗のもとで修行に励み、その一番弟子の松本龍潭に嗣法。師の大乗寺赴任に同行する。
1962年（昭和37年）、瑞洞院住職に就任。1970年（昭和45年）に今村源宗を最初の弟子に取り、以降100人近くの弟子を取る。總持寺講師、次いで単頭に任じられ、続いて1980年（昭和55年）に總持寺祖院副監院、後堂に任じられる。さらに1981年（昭和56年）に大乗寺山主に就任し、「椅子坐禅」を提唱して普及に努めた。
1997年（平成9年）に總持寺副貫首に選出され、翌1998年（平成10年）に總持寺貫首、曹洞宗管長となる。
總持寺貫首を4年9か月、道元の大遠忌で引退した後、總持寺祖院住職になり、2002年（平成14年）に越前市に宇野酸素の支援により、御誕生寺を復興して住職となる。2009年（平成21年）7月に専門僧堂の認可を受ける。
2020年7月5日、老衰により遷化。93歳。

## 著書
- 『良寛さんと道元禅師』（光雲社、1986年）
- 『「心豊かに」生きる知恵』（産能大学出版部、1991年）
- 『人生は河の流れのごとく』（PHP研究所、1994年）
- 『興宗和尚の人世問答』（北国新聞社、1995年）
- 『タンポポや人に踏まれて笑い顔』（北国新聞社、1997年）
- 『むだを堂々とやる!-禅の極意』（光雲社、1999年）
- 『〈いのち〉をほほ笑む』（春秋社、2002年）
- 『混沌に息づく』（春秋社、2004年）
- 『坐りませんか。』（PHP研究所、2005年）
- 『猫は悩まない』（時鐘舎、2006年）
- 『〈いのち〉の呼吸』（春秋社、2008年）
- 『ありがとさん』（サンガ、2009年）
- 『息身佛 そくしんぶつ　ただ、息をする。ただ、生きる。』（角川書店、2011年）
- 『柔らかな心で』（北国新聞社、2012年）
- 『猫のように生きる』（二玄社、2013年）
- 『足の裏で歩む - 板橋興宗米寿記念随想』（北国新聞社、2014年）
- 『あたりまえでいい』（佼成出版社、2015年）

### 共著
- 『悠々烈々』（松野宗純との共著、PHP研究所、1993年）
- 『鎮守の森』（宮脇昭との共著、新潮社、2000年）
- 『〈呼吸〉という生きかた』（帯津良一との共著、春秋社、2003年）
- 『からだに訊け!』（玄侑宗久との共著、春秋社、2006年）
- 『大峯千日回峰行』（塩沼亮潤との共著、春秋社、2007年）
- 『般若心経を書く』（片岡鶴太郎との共著、毎日新聞社、2007年）
- 『われ、ただ足るを知る』（有田秀穂との共著、佼成出版社、2008年）
- 『生きててもいいかしら?』（田口ランディとの共著、東京書籍、2008年）
- 『私の「般若心経」』（小野和雄との共著、文芸社、2009年）
- 『心が軽くなる 生き方のヒント』（池田明子との共著、致知出版社、2011年）
- 『禅とタオ』（加島祥造との共著、佼成出版社、2012年）
- 『仏教で生きる！』（アルボムッレ・スマナサーラとの共著、サンガ、2013年）

### 論文・記事等
- CiNii>板橋興宗